# Ľutina
Ľutina (in ungherese Litinye) è un comune della Slovacchia facente parte del distretto di Sabinov, nella regione di Prešov.